# Mutsu Munemitsu

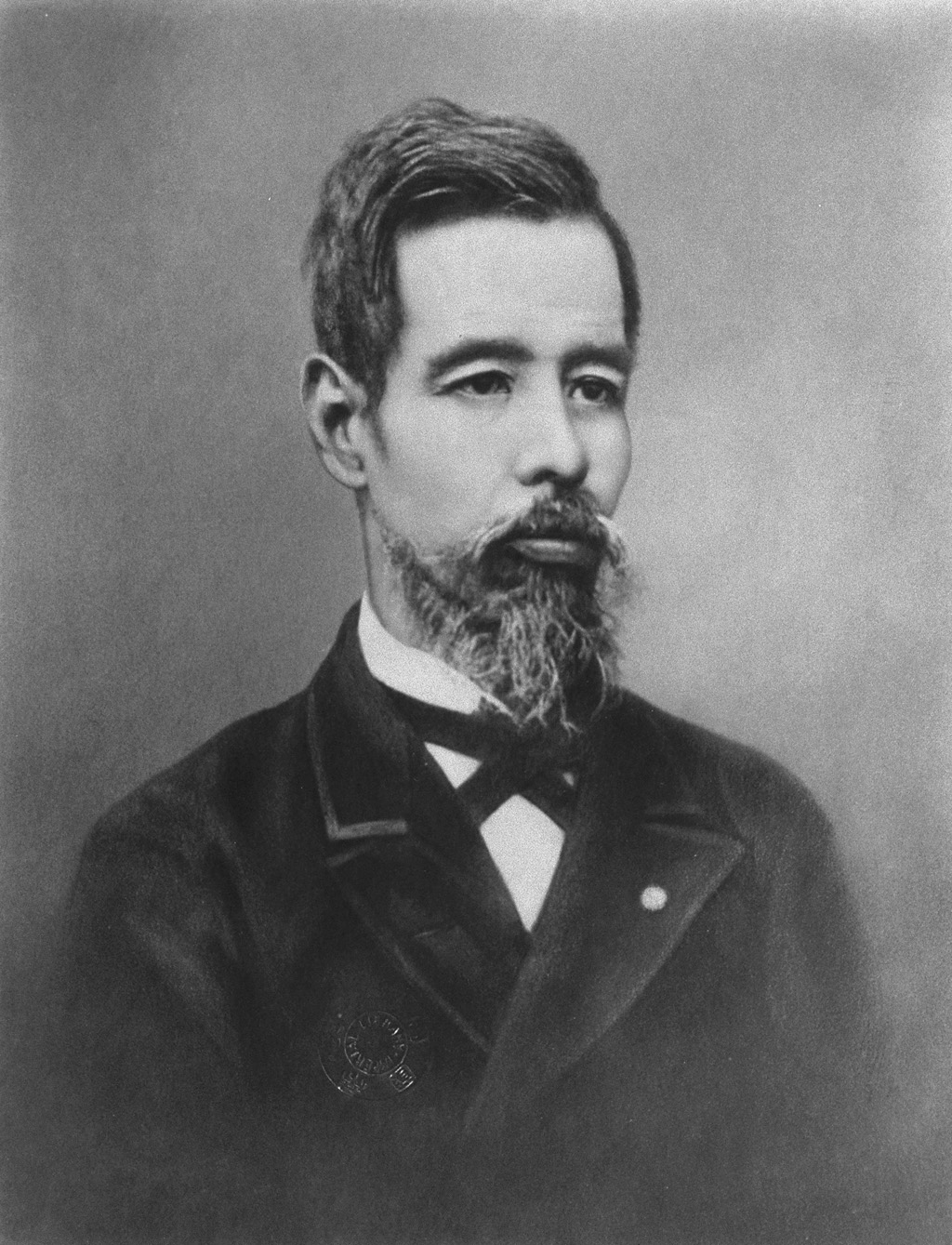

Mutsu Munemitsu, 20 augusti 1844, död 24 augusti 1897, var en japansk statsman och diplomat.
Mutsu tillhörde en gren av den mäktiga Tokugawasläkten. Efter en resa i Europa började han sin offentliga bana i utrikesdepartementet och provinsialförvaltningen. Sedan senaten upprättats 1874, kallades han till dess sekreterare; som sådan hade han betydande andel i införandet av den nya strafflagen efter franskt mönster.
Emellertid blev han, som tillhörde krigspartiet i fråga om Korea och invecklats i stämplingar mot regeringen, 1878 dömd till fem års straffarbete, men benådades 1882.
1886 anställdes han åter i utrikesdepartementet och var 1888-90 sändebud i Washington. Vid de parlamentariska stridernas början inkallades han i ministären som jordbruksminister.
1892-96 var han utrikesminister i Ito Hirobumis kabinett och åstadkom jämte denne Shimonosekifördraget med Kina. En stor diplomatisk framgång för Mutsu var fördraget med England angående avskaffande av britternas konsularjurisdiktion i Japan. På grund av lungsjukdom måste han i maj 1896 dra sig tillbaka. En staty av Mutsus staty stod en gång utanför utrikesministeriet i Tokyo och en staty av honom står fortfarande i Shimonoseki.

## Verk
- Mutsu, Munemitsu. Kenkenroku: A Diplomatic Record of the Sino-Japanese War, 1894-95. Translated by Gordon Mark Berger. Princeton, NJ: Princeton University Press, 1982.